# Michel Massé de la Rudelière
Michel Massé dit "de la Rudelière" (18 janvier 1703 - 14 février 1773) est un avocat et mathématicien français, issu d'une famille bourgeoise des Sables d'Olonne en Vendée, ville où ses ancêtres ont été armateurs avant d'occuper des fonctions de notables. 

## Biographie
Michel Massé est lieutenant général de l'amirauté du Bas-Poitou avant d'être nommé maire des Sables de 1753 à 1756. Il correspond dans les années 1760 avec Jean Le Rond d'Alembert, Alexis Claude Clairaut, et publie un ouvrage sur la doctrine des combinaisons en 1763.

## Publications
- Défense de la doctrine des combinaisons et réfutation du Mémoire dix des Opuseules mathématiques de M. d'Alembert, 1763